# Rhizopulvinaria narzykulovi
Rhizopulvinaria narzykulovi är en insektsart som beskrevs av Bazarov och Shmelev 1975. Rhizopulvinaria narzykulovi ingår i släktet Rhizopulvinaria och familjen skålsköldlöss. Inga underarter finns listade i Catalogue of Life.